# Hur Jae
Dans ce nom coréen, le nom de famille, Hur, précède le nom personnel.
Hur Jae (en coréen : 허재), né le 28 septembre 1965 à Séoul, en Corée du Sud, est un joueur et entraîneur sud-coréen de basket-ball. Il évolue durant sa carrière au poste d'arrière.

## Carrière
Au Championnat du monde 1990, Hur marque 54 points contre l'Égypte, le record de points marqués par un joueur au Mondial.